# Campsiura bilineata
Campsiura bilineata är en skalbaggsart som beskrevs av Jean Baptiste Lucien Buquet 1836. Campsiura bilineata ingår i släktet Campsiura och familjen Cetoniidae. Inga underarter finns listade.